# Sergei Walerjewitsch Belokon
Sergei Walerjewitsch Belokon (russisch Сергей Валерьевич Белоконь; * 25. August 1988 in Moskau, Russische SFSR) ist ein russischer Eishockeyspieler, der seit 2013 bei Neftjanik Almetjewsk in der Wysschaja Hockey-Liga unter Vertrag steht.

## Karriere
Sergei Belokon begann seine Karriere als Eishockeyspieler in seiner Heimatstadt, in der er für die Nachwuchsabteilungen des PHK Krylja Sowetow Moskau und des HK ZSKA Moskau aktiv war. Von 2004 bis 2007 spielte der Angreifer für die zweite Mannschaft von Krylja Sowetow in der drittklassigen Perwaja Liga. Anschließend gab er in der Saison 2007/08 sein Debüt für die Profimannschaft von Krylja Sowetow in der Wysschaja Liga, der zweiten russischen Spielklasse. Den Großteil der Spielzeit verbrachte er allerdings bei dessen Ligarivalen HK Rjasan, für den er in 32 Spielen zehn Tore erzielte und drei Vorlagen gab.
In der Saison 2008/09 spielte Belekon für den MHK Krylja Sowetow Moskau, der aus der Trennung von Profimannschaft und Nachwuchsabteilung seines Ex-Klubs Krylja Sowetow entstand. Zur Saison 2009/10 erhielt der Rechtsschütze einen Vertrag bei Witjas Tschechow, für den er seither in der Kontinentalen Hockey-Liga aktiv ist. Vor allem in seinem Rookiejahr konnte er überzeugen und wurde im September 2009 zum Rookie des Monats der KHL ernannt. Insgesamt erzielte er in 34 KHL-Spielen acht Tore und gab sechs Vorlagen. Die restliche Spielzeit verbrachte er bei Witjas' Juniorenmannschaft in der multinationalen Nachwuchsliga Molodjoschnaja Chokkeinaja Liga. In der Saison 2010/11 spielte der Russe ausschließlich für Witjas in der KHL, kam jedoch nur zu 26 Einsätzen, in denen er zwei Tore erzielte und eine Vorlage gab.

## Erfolge und Auszeichnungen
- 2009 KHL-Rookie des Monats September

## KHL-Statistik
(Stand: Ende der Saison 2010/11)